# Eugenio Serrano de Casanova
Pour les articles homonymes, voir Casanova (homonymie).
Eugenio Rufino Serrano de Casanova, plus connu sous le nom de Eugenio Serrano de Casanova, né en 1841 à Neda (Galice) et mort 1920 à Barcelone est un entrepreneur espagnol, connu pour avoir impulsé l'Exposition universelle de Barcelone de 1888.